# Peter und Christa Gross-Feurich

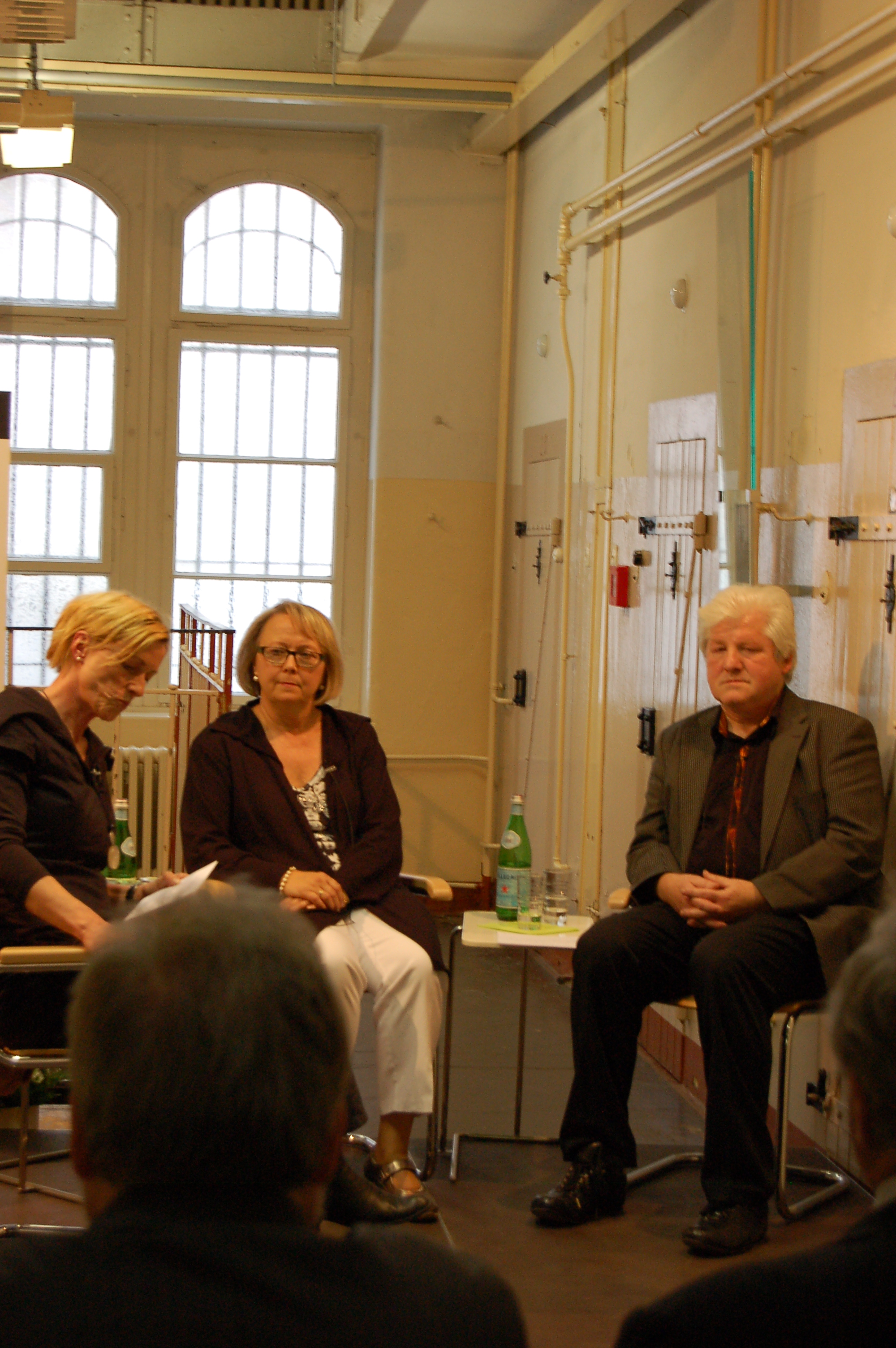
Das Ehepaar Christa und Peter Gross im Zellentrakt der Gedenkstätte Bautzen, Bautzenforum Mai 2011

Christa Feurich versuchte im Februar 1975, mit Hilfe ihres Freundes Peter Gross aus der DDR zu fliehen. Der damalige Koch des Schweizer Botschafters in Ost-Berlin und seine ostdeutsche Freundin wurden jedoch an der Grenze festgenommen. 
Nach drei Jahren und drei Monaten Haft wurden sie im Austausch gegen das DDR-Agentenpaar Hans-Günter und Gisela Wolf in die Bundesrepublik entlassen. Sie heirateten später in der Schweiz; die DDR-Urteile gegen sie wurden nach der deutschen Wiedervereinigung aufgehoben. Ihr Fall war Grundlage des Spielfilms Einmal Ku’damm und zurück und einer Ausstellung.

## Kennenlernen
Der Schweizer Peter Gross nahm im November 1973 seine Tätigkeit als Koch des Schweizer Botschafters in Ost-Berlin auf. Die Landesvertretung befand sich im Diplomatenviertel in Berlin-Pankow, an der Esplanade 21, die Residenz des Botschafterehepaares in der Kuckhoffstraße. Wenig später lernte er in einem Ost-Berliner Café Christa Feurich kennen; es entwickelte sich eine Liebesbeziehung. An den Wochenenden unternahmen die beiden oft mit Gross’ Mini Cooper Spritztouren ins Berliner Umland. Da Gross zum technischen Personal des diplomatischen Corps gehörte, besaß er aufgrund eines internationalen Abkommens ein CY-Autokennzeichen, das ihn als Botschaftsangehörigen auswies. Damit ließ sich die Grenze zwischen Ost- und West-Berlin relativ problemlos passieren. Zudem hatte er einen Ausweis vom Außenministerium der DDR, mit dem er stets unkontrolliert über die Diplomatenspur an allen Übergängen von Ost nach West und wieder zurück fahren konnte. Im November 1974 überredete Gross seine Freundin, mit ihm nach West-Berlin zu fahren. Dazu stieg Feurich in einem Waldstück bei Berlin im Schutze der Dunkelheit in den Kofferraum seines Minis. Sie passierten unbehelligt den Grenzkontrollpunkt Checkpoint Charlie. Am 25. November 1974 kehrten beide nach Ost-Berlin zurück, da Gross seinen Vertrag bei der Schweizer Botschaft nicht gefährden wollte.

## Verrat und Festnahme
Anfang 1975 planten Gross und Feurich erneut einen Ausflug nach West-Berlin. Dieser sollte ihnen Sicherheit geben für die endgültige Flucht aus der DDR von Christa Feurich, die für Mai 1975 vorgesehen war. Am Samstagnachmittag, dem 1. Februar, kletterte Feurich ein weiteres Mal in den Kofferraum des Mini Coopers. Um ihre Aufregung zu lindern, nahm sie Beruhigungsmittel. Sie fuhren zum Grenzübergang Bornholmer Straße. Die erste Schranke ging hoch und der Grenzbeamte winkte Peter Gross wie immer durch, als sechs mit Maschinenpistolen bewaffnete Beamte auf ihn zukamen. Sie befahlen ihm den Kofferraum zu öffnen; Feurich und Gross wurden verhaftet und abgeführt. Mitarbeiter des Ministeriums für Staatssicherheit (MfS) hatten das Paar bereits erwartet. Das MfS beobachtete Peter Gross seit 1971. Der Schweizer hielt sich zu dieser Zeit oft privat in der DDR auf. Er wurde verdächtigt, DDR-Bürgern bei der Flucht in den Westen behilflich zu sein. Deshalb beobachtete die Spionageabwehr des MfS im Operativen Untersuchungsvorgang „Schleuse“ Gross. Ebenfalls wurde Gross seit seinem Dienstantritt in der Schweizer Botschaft von dem als Chauffeur in der Botschaft arbeitenden IM „Nicolai“ bespitzelt.
Im Dezember 1974 hatten sich Peter Zemke und Dieter Brosowski, zwei Freunde von Gross, bei der Volkspolizei in Bernau gemeldet. Beide hatten Angst gehabt, sich der Mitwisserschaft strafbar zu machen, und erzählt, was sie über den Schweizer Botschaftskoch wussten. Zemke und Brosowski waren in regelmäßigen Treffen mit dem MfS angewiesen worden, als IM „Peter“ und „Dieter“ weitere Informationen über Peter Gross und seine Pläne zu sammeln. Feurich und Gross waren von da an beschattet worden, ihre Tagesabläufe waren kontrolliert, Persönlichkeitsbilder waren erstellt und Beweismaterial für die Verhaftung war zusammengetragen worden. Am 10. Januar 1975 hatte das MfS die Festnahme von Gross und Feurich wegen „Verdachts des staatsfeindlichen Menschenhandels“ vorgeschlagen.

## Urteil
Nach ihrer Verhaftung kamen Christa Feurich und Peter Gross in die MfS-Untersuchungshaftanstalt Berlin-Hohenschönhausen. Fünf Monate, bis zur Urteilsverkündung Mitte Juli 1975, mussten sie jeweils in Einzelhaft dort einsitzen. In der Zeit wurden sie von Mitarbeitern des MfS mehrfach verhört, um Mitwisser der Aktion und weitere Fluchtwillige aufzuspüren. Die Wohnung von Christa Feurich in Bernau und die ihrer Eltern in Zittau wurden durchsucht, Arbeitskollegen befragt und das gesamte Privatleben des Paares durchleuchtet. Die Prozesse wurden getrennt voneinander Anfang Juli 1975 geführt. Christa Feurich kam vor das Bezirksgericht Dresden, die Verhandlung gegen Peter Gross fand vor dem Stadtbezirksgericht Berlin-Lichtenberg statt. Die Urteile vom 14. bzw. 15. Juli 1975 lauteten auf viereinhalb Jahre Gefängnis für Christa Feurich, fünf Jahre für Peter Gross wegen ungesetzlichen Grenzübertritts bzw. Beihilfe nach § 213 StGB. Eine Berufung des Schweizers zur Herabsetzung der Strafhöhe blieb ohne Erfolg.

## Haft in Bautzen II
Zum Strafvollzug kamen beide in die Haftanstalt Bautzen II. Peter Gross wurde am 25. August 1975 und Christa Feurich am 23. Oktober 1975 in die Sonderhaftanstalt des MfS für sogenannte Staatsverbrecher eingewiesen. Dem strengen Regime in Bautzen II wusste sich Christa Feurich anzupassen. Sie erhielt mehrfach Auszeichnungen für ihre guten Arbeitsleistungen als Küchenhilfe und ihr stets korrektes Einhalten der Hausordnung. Sie nutzte ihre Tätigkeit in der Küche aber auch, um Peter Gross kleine Nachrichten im Essen zu verstecken. Er wiederum antwortete ihr, indem er mit Kreide auf den Boden der Aluminiumnäpfe schrieb. So gelang es ihnen, durch geheime Botschaften in ständigem Kontakt zu bleiben. Während der gesamten Haftzeit wurde beiden nur eine 30-minütige persönliche Begegnung gestattet. Sehr selten durften sie sich Briefe schreiben. Peter Gross hingegen konnte sich der strengen Strafvollzugsordnung nur schwer unterordnen. Wegen Arbeitsverweigerung, Beschädigung der Zelleneinrichtung und Tätlichkeit gegenüber dem Vollzugspersonal verbrachte Gross nahezu 100 Tage im Arrest.

## Entlassung
Nach drei Jahren und drei Monaten Haft wurden Peter Gross und Christa Feurich auf Bewährung in die Bundesrepublik entlassen. Sie dienten als Faustpfand für die Freilassung des in der Schweiz verhafteten DDR-Agentenpaares Hans-Günter und Gisela Wolf.  Zurzeit bearbeiten Wissenschaftler der Freien Universität Berlin die Stasi-Unterlagen über die Schweizer Botschaft und des Ehepaares Gross.
Der ehemalige Gesandte Paul Widmer äußert sich in seinem Buch kritisch über die lange Haftzeit. Inzwischen weiß man, dass die DDR bereits drei Monate nach der Verhaftung die beiden festgehaltenen jungen Menschen ohne Verhandlung austauschen wollte. Die Schweiz lehnte dies mehrere Male bis zum Austausch am 16. Mai 1978 ab. Im Mai 1975 war das DDR-Agentenehepaar Hans-Günter und Gisela Wolf in der Schweiz wegen Spionage zu langjährigen Haftstrafen verurteilt worden. Viele Indizien deuteten darauf hin, dass Gross und Feurich als „Tauschware“ für die Freilassung dieses Agentenpaares dienten. Dafür spricht unter anderem der Termin ihrer Urteilsverkündung. Außerdem erfolgte die Freilassung von Gross und Feurich in die Bundesrepublik Deutschland im Mai 1978 nur wenige Tage nach der Entlassung der Wolfs aus der Schweizer Haft. Es gibt heute keine Aufzeichnungen des MfS zu den Agenten und dem Zusammenhang mit dem Fall Gross, da sämtliche Unterlagen der Hauptabteilung Aufklärung des MfS noch 1990 vernichtet wurden. In den Stasi-Akten zu Christa Feurich steht, ihr Haftfall werde „zwischen der DDR und der Schweiz gelöst, die Feurich ist von der Liste H I/76 zu streichen.“ Mit der Liste ist der Austausch zwischen der DDR und der Bundesrepublik gemeint. Ein halbes Jahr nach ihrer Entlassung, am 15. Dezember 1978, heirateten sie in Basel. Christa nahm die Schweizer Staatsangehörigkeit an. Als selbstständige Geschäftsleute führten sie verschiedene Hotels und Restaurants und verlagerten ihr Gewerbe zuletzt in den Detailhandel. Von 2000 bis 2011 waren sie in Stein am Rhein wohnhaft und tätig. Ihren Ruhestand verbringen sie in Baden-Württemberg.
In den 1980er Jahren inspirierte der Fall Gross den Regisseur Herbert Ballmann und Drehbuchautor Jürgen Engert zu einem Film. Einmal Ku’damm und zurück mit Ursela Monn und Christian Kohlund in den Hauptrollen wurde in der Bundesrepublik ein beachtlicher Erfolg.
Die Urteile gegen Christa und Peter Gross wurden 1992 und 1995 aufgehoben. Beide sind rehabilitiert worden.

## Ausstellung der Gedenkstätte Bautzen

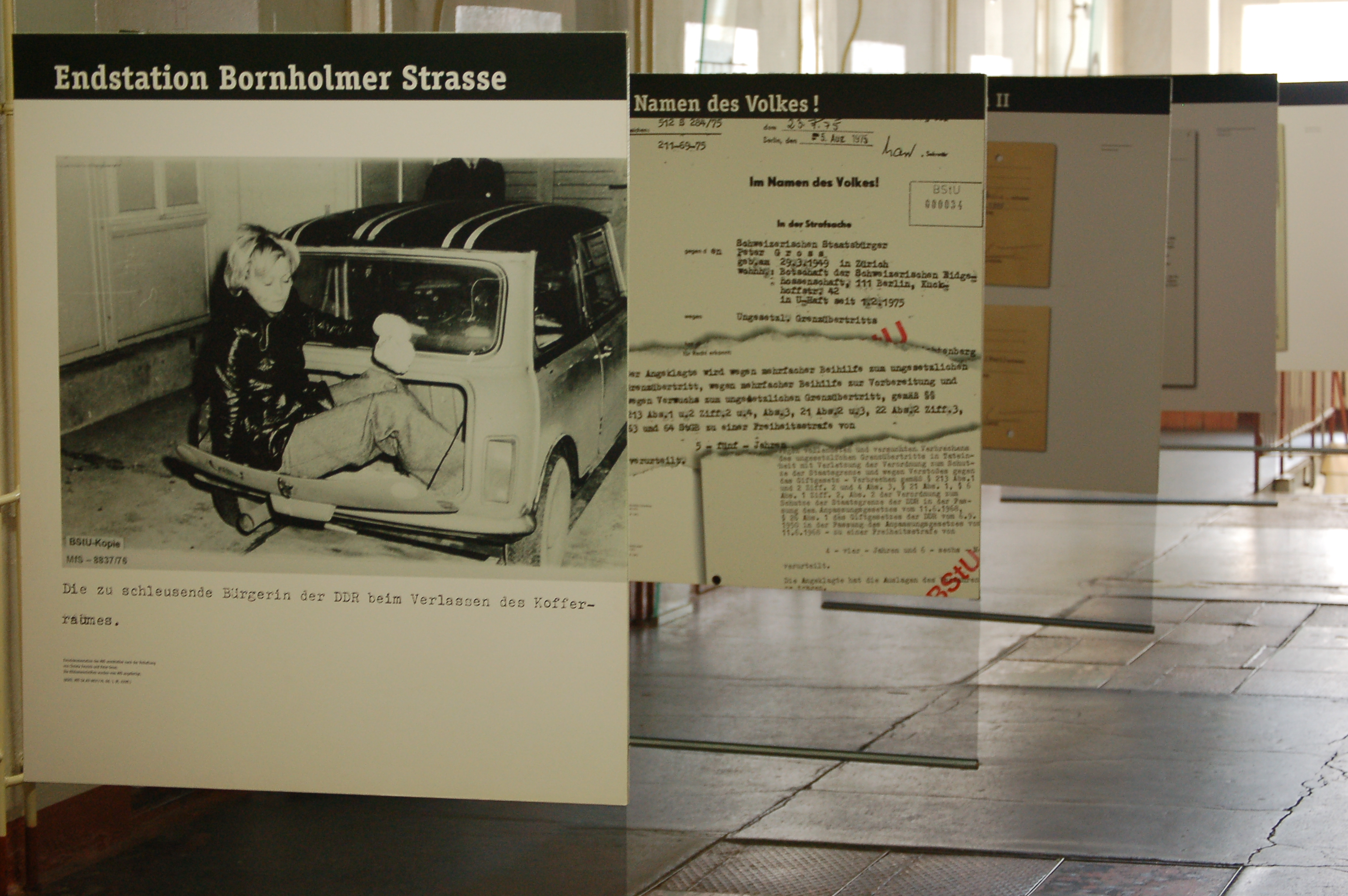
Wanderausstellung „Der Fall Gross“ in der Gedenkstätte Bautzen

Peter und Christa Gross’ Schicksal wird in der Gedenkstätte Bautzen in der Dauerausstellung „Stasi-Gefängnis 1956–1989“ und ebenso auf Biografiestelen und in Zeitzeugenvideos dargestellt. Im Mai 2000 eröffnete auch die Wanderausstellung „Der Fall Gross“ der Gedenkstätte Bautzen. Die acht beidseitig bedruckten Ausstellungstafeln zeigen Fotos, Dokumente und die Geschichte des Ehepaares. Das letzte Mal wurde die Wanderausstellung 2011 in der Gedenkstätte Bautzen gezeigt.